# ويليام قاولد يونغ
ويليام قاولد يونغ (بالإنجليزية: William Gould Young)‏ هو كيميائي أمريكي، ولد في 30 يوليو 1902 في كولورادو سبرينغس في الولايات المتحدة، وتوفي في 5 يوليو 1980.